# Sid McMath
Sid McMath, né Sidney Sanders McMath le 14 juin 1912 à Magnolia (Arkansas) et mort le 4 octobre 2003 dans le comté de Saline (Arkansas), est un homme politique démocrate américain. Il est gouverneur de l'Arkansas entre 1949 à 1953.